# 로런 슬레이터
로런 슬레이터(Lauren Slater, 1963년 3월 21일 ~ )는 미국의 심리학자이자 작가이다. 하버드 대학과 보스턴 대학에서 심리학 석·박사 학위를 마쳤다. 현재 정신과 진료소 애프터 케어 서비스(After Care Service) 소장으로 활동하고 있다. 1993년에 뉴 레터 문학상 논픽션 부문에서 창작상을 수상했으며, 1994년과 1997년에는 최고의 수필상을 수상하다.

## 작품
- Welcome to my country (1997)
- Prozac Diary (1998)
- Lying: A Metaphorical Memoir (2000)
- Love Works Like This: Travels Through a Pregnant Year (2003)
- 스키너의 심리상자 열기 (Opening Skinner's Box: Great Psychological Experiments of the Twentieth Century) (2004)
- 루비레드 (Rubi Red) (2006)